# 新庄開山宮
23°47′13″N 120°21′48″E / 23.787005°N 120.363369°E
新庄開山宮，是位於臺灣雲林縣崙背鄉枋南村的廟宇，主祀介之推，與當地「七石雷」的水鬼傳說有關。

## 歷史
台灣約有八間廟宇主祀介之推。其中崙背開山宮建於道光年間。村民稱介之推為「大伯公」。廟身經兩次改建，於1988年以新台幣三千多萬重建，於1997年1月28日舉行落成三獻大典。
前外交官介文汲偶然得此主祀介姓先祖的新庄開山宮後，便促成此廟與成都海峽兩岸交流協會等作交流，於2022年7月29日以視訊連線，獲成都市副市長林楠、四川省台办副主任張軍、雲林縣副縣長謝淑亞出席。

## 傳說
崙背鄉枋南村新庄位於昔日漳泉聚落交界，昔日經常發生漳泉械鬥。新庄部落人口由盛轉衰，便有「豬怕肥、人怕出名、一個賢人一個走」之語。當地還有「蝦子好賣，死人頭沒那麼多」的詔安客語諺語，指新庄開山宮前的大水溝曾有不少骸骨，讓蝦子因此好生長。相傳這些械鬥死者沉在舊稱「大廟堀」的低窪地，成為水鬼，攪亂居民平安。據枋南村長村長蔡木柱說，他母親蔡鍾斷的祖先鍾永嗣曾收殮一具水流屍，因此得到福報，而六畜興旺、家族繁衍。為當地平安，新庄開山宮的鍾馗降旨立石頭以鎮水鬼，原先立一顆，後立到七顆才鎮住，故稱為「七石雷」。之後石頭因年代久遠、阻礙農作物耕作，只剩兩顆。